# Trash Boat
I Trash Boat sono un gruppo musicale inglese formatosi a St Albans nel 2014. Sono sotto contratto con la Hopeless Records, con la quale hanno pubblicato due album. Il nome della band deriva dall'episodio 3x24 della serie televisiva Regular Show, intitolato appunto Trash Boat (letteralmente: "barca della spazzatura").

## Stile musicale e influenze
Lo stile musicale dei Trash Boat è stato descritto come pop punk, melodic hardcore, post-hardcore e skate punk. La band ha citato i Sum 41 come influenza musicale.

## Formazione
- Tobi Duncan – voce (2014-presente)
- Dann Bostock – chitarra ritmica, cori (2014-presente)
- Ryan Hyslop – chitarra solista (2014-presente)
- James Grayson – basso, cori (2014-presente)
- Oakley Moffatt – batteria (2014-presente)

## Discografia

### Album in studio
- 2016 – Nothing I Write You Can Change What You've Been Through
- 2018 – Crown Shyness
- 2021 – Don't You Feel Amazing?
- 2024 - Heaven Can Wait

### EP
- 2014 – Look Alike
- 2015 – Brainwork

### Singoli
- 2014 – Boneless
- 2015 – Perspective
- 2018 – Shade
- 2018 – Inside Out
- 2018 – Old Soul
- 2019 – Controlled Burn
- 2019 – Synthetic Sympathy
- 2021 – He's So Good
- 2021 – Bad Entertainment (featuring Milkie Way)
- 2023 – Delusions of Grandeur
- 2023 – Liar Liar

### Partecipazioni a compilation
- 2018 – 2018 Warped Tour Compilation, con How Selfish I Seem
- 2019 – Songs That Saved My Life Vol. 2, con Given Up (cover dei Linkin Park)

## Videografia

### Video musicali
| Titolo                         | Anno | Regista            |
| ------------------------------ | ---- | ------------------ |
| Boneless                       | 2015 | N.D.               |
| Perspective                    | 2015 | Richard Dimery     |
| Eleven                         | 2015 | Ian Coulson        |
| Strangers (feat. Dan Campbell) | 2016 | Christopher Porter |
| How Selfish I Seem             | 2016 | Christopher Porter |
| The Guise of a Mother          | 2016 | Bradley Allen      |
| Tring Quarry                   | 2017 | Adam Webb          |
| Shade                          | 2018 | Lewis Cater        |
| Inside Out                     | 2018 | Long Shot          |
| Old Soul                       | 2018 | Long Shot          |
| Controlled Burn                | 2019 | Adam Webb          |
| He's So Good                   | 2021 | Zak Pinchin        |
| Silence Is Golden              | 2021 | Adam Webb          |
| Don't You Feel Amazing?        | 2021 | Zak Pinchin        |
| Delusions Of Grandeur          | 2023 | Zak Pinchin        |